# Adams æbler

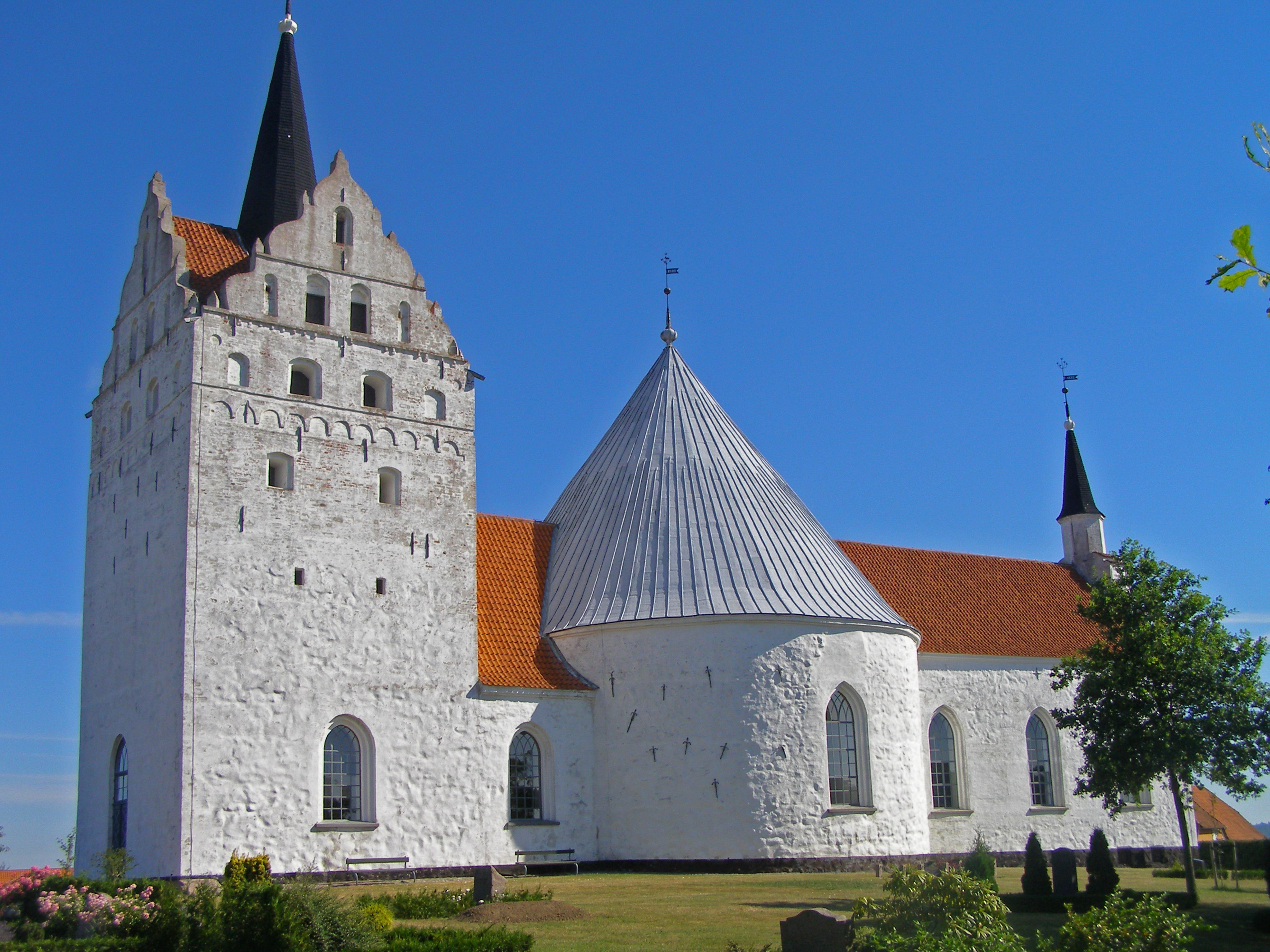
De Horne Kirke waar de film werd opgenomen.

Adams æbler (Engels: Adam's Apples) is een Deense zwarte-komediefilm uit 2005, die geregisseerd is door Anders Thomas Jensen. De hoofdrollen worden gespeeld door Ulrich Thomsen (als Adam) en Mads Mikkelsen (als Ivan).

## Verhaal
De film gaat over Adam, een neonazi die vrijkomt uit de gevangenis en als resocialisatie in een parochie terechtkomt bij priester Ivan.
Ivan vertelt dat hij al verschillende ex-criminelen op het rechte pad heeft weten te krijgen. Khalid heeft vroeger benzinestations overvallen en Gunnar was alcoholist, kleptomaan en verkrachter. Beide zijn nu veranderd in goede mensen. Ivan wil dat Adam zich een doel stelt dat hij wil bereiken en Adam stelt voor dat hij een appeltaart gaat bakken. Ivan blijft heel rustig en geeft hem de opdracht de appelboom op het erf drie maanden lang te bewaken om daarna de appels te plukken en een appeltaart te bakken.
Al snel komt Adam erachter dat Ivan zich afsluit voor de realiteit. Gunnar en Khalid zijn helemaal niet veranderd. Gunnar steelt en drinkt nog steeds en Khalid pleegt nog steeds overvallen. Na een tijdje komt een zekere Sarah naar de kerk. Ze vertelt dat ze verkracht is en aangezien ze alcoholist is verwacht ze een gehandicapt kind te krijgen. Ze overweegt een abortus en vraagt Ivan om raad. Ivan praat op haar in en vertelt over zijn eigen zoon, Christopher, die met een hersenverlamming geboren had zullen worden maar die toch kerngezond bleek te zijn. Later blijkt ook dat Christopher wel degelijk gehandicapt is en dat Ivan ook dit feit gewoon negeert.
Het bewaken van de appelboom valt nog niet mee. De kraaien eten van de appels en later blijken deze ook vol met wormen te zitten. Ook de oven begeeft het. Ivan legt uit dat Satan het plan probeert te saboteren. Adam komt erachter dat Ivans leven één grote hel is geweest en in het ziekenhuis vertelt de dokter hem dat Ivan een hersentumor heeft maar toch langer bleef leven dan iedereen gedacht had. Waarschijnlijk komt dit door Ivans positieve instelling.
Adam probeert Ivans geloof te breken door hem keihard met de realiteit te confronteren. Hij citeert uit het Bijbelse boek van Job en legt uit dat God een hekel heeft aan Ivan en hem daarom straft. Ivan stort in maar als Adam een signaal van hoger hand krijgt besluit hij Ivan nogmaals naar het ziekenhuis te brengen. Ivans dokter verklaart dat hij slechts enkele weken te leven heeft. Dit komt omdat Ivan de realiteit die hij al heel zijn leven onderdrukt terug beseft. Ivan besluit dat het leven geen zin meer heeft en takelt snel af. Nu gaat het nog slechter met de groep. Sarah zet het weer op een drinken en de drie mannen gaan een benzinepomp overvallen. Ze besluiten om iedereen te zullen doden. Adam grijpt echter in en zorgt dat iedereen het overleeft.
Eenmaal terug bij de kerk komt de vroegere bende van Adam langs. Ivan is net terug uit het ziekenhuis, hij bemoeit zich ermee en wordt per ongeluk door het oog geschoten. Terug in het ziekenhuis hoort Adam dat Ivan de volgende ochtend zal sterven. Adam besluit alsnog de appeltaart te bakken maar in de kerk blijken alle overgebleven appels door Sarah en Christopher opgegeten te zijn. Toch is er nog eentje over. Deze was door Gunnar gestolen. Hiermee lukt het Adam om een klein appeltaartje te bakken. De volgende ochtend gaat hij naar het ziekenhuis om te ontdekken dat Ivan volledig genezen is. De kogel heeft precies de tumor uit zijn hoofd geschoten. Samen eten ze de taart.
Een tijdje later blijkt dat Sarah een kind met het syndroom van Down heeft gekregen. Ze trouwt met Gunnar en samen verhuizen ze naar Indonesië. Adam, die nu het neonazisme heeft afgezworen, helpt Ivan bij het begeleiden van nieuwe ex-gevangenen.

## Rolverdeling
| Acteur              | Personage      |
| ------------------- | -------------- |
| Ulrich Thomsen      | Adam Pedersen  |
| Mads Mikkelsen      | Ivan Fjeldsted |
| Nicolas Bro         | Gunnar         |
| Ali Kazim           | Khalid         |
| Paprika Steen       | Sarah Svendsen |
| Ole Thestrup        | Dr. Kolberg    |
| Nikolaj Lie Kaas    | Holger         |
| Gyrd Løfquist       | Poul Nordkap   |
| Lars Ranthe         | Esben          |
| Peter Reichhardt    | Nalle          |
| Tomas Villum Jensen | Arne           |
| Peter Lambert       | Jørgen         |

## Trivia
- De film werd in en rondom de Horne Kirke op het eiland Funen opgenomen.
- Het lied How deep is your love van de groep Bee Gees speelt een centrale rol in de film. Elke keer als de hoofdrolspelers op pad gaan wordt het in het busje gedraaid en vaak wordt er ruzie over gemaakt.